# Liste der Bischöfe von Brechin
Die folgenden Personen waren Bischöfe von Brechin (Schottland):

## Äbte
- um 1131x1150 Léot (Vater des ersten Bischofs Samson)
- um späte 1100er Domnall
- um frühe 1200er Eion mac in Aba

## Bischöfe
- x 1150–1165 × 1169 Samson
- 1178–1189 × 1198 Turpin
- x 1198–1199–1212 Radulf (Radulphus, Ralf)
- 1214 × 1215–1218 Hugo (Hugh, Áed)
- 1218–1246 Gregory
- 1246–1269 Albin
- 1269 × 1275 William de Crachin (Elekt)
- 1275–1291 × 1297 William Comyn
- 1296 × 1298 Nicholas
- 1298–1323 × 1327 John Kinninmonth
- 1328–1349 Adam de Moravia
- 1350–1351 Philip Wilde
- 1351–1373 × 1383 Patrick de Leuchars (Locrys)
- 1383–1404 × 1405 Stephen de Cellario
- 1407–1425 × 1426 Walter Forrester
- 1426–1453 John de Crannach (vorher Bischof von Caithness)
- 1454–1462 George de Schoriswood
- 1463–1465 Patrick Graham (danach Bischof von St. Andrews)
- 1465–1488 John Balfour
- 1488–1514 × 1516 William Meldrum
- 1516–1557 John Hepburn
- 1557–1559 Donald Campbell (Elekt)

## Bischöfe derChurch of Scotland
- 1565–1566 John Sinclair (Elekt)
- 1566–1607 Alexander Campbell
- 1607–1619 Andrew Lamb (danach Bischof von Galloway)
- 1619–1634 David Lindsay (danach Bischof von Edinburgh)
- 1634–1635 Thomas Sydserf (danach Bischof von Galloway)
- 1635–1638 Walter Whiteford
- 1638–1661 Bistum abgeschafft
- 1662–1671 David Strachan
- 1671–1677 Robert Laurie
- 1678–1682 George Haliburton (danach Bischof von Aberdeen)
- 1682–1684 Robert Douglas (danach Bischof von Dunblane)
- 1684 Alexander Cairncross (danach Erzbischof von Glasgow)
- 1684–1688 James Drummond

## Bischöfe derScottish Episcopal Church
- 1695–1709 mit Edinburgh vereint
- 1709 John Falconar
- 1724 Robert Norrie
- 1726 John Ochterlonie
- 1742 James Rait
- 1778 George Innes
- 1787 William Abernethy Drummond
- 1788 John Strachan
- 1810 George Gleig
- 1840 David Moir
- 1847 Alexander Penrose Forbes
- 1876 Hugh Willoughby Jermyn
- 1904 Walter John Forbes Robberds
- 1935 Kenneth Donald Mackenzie
- 1944 Eric Graham
- 1959 John Chappell Sprott
- 1975 Lawrence Edward Luscombe
- 1990 Robert Taylor Halliday
- 1997 Neville Chamberlain
- 2005 John Mantle
- 2011 Nigel Peyton